# Melky Ndokomandji
Melky-Jerede Ndokomandji (ur. 4 września 1997 w Bangi) – środkowoafrykański piłkarz grający na pozycji środkowego pomocnika. Od 2022 jest zawodnikiem klubu Bamboutos FC.

## Kariera klubowa
Swoją karierę Ndokomandji rozpoczął w klubie Olympic Real de Bangui. W sezonie 2017/2018 zadebiutował w jego barwach w pierwszej lidze środkowoafrykańskiej. W sezonie 2021/2022 wywalczył z nim mistrzostwo kraju. W trakcie sezonu odszedł do kongijskiego AS Otohô, z którym także został mistrzem kraju. Latem 2022 przeszedł do kameruńskiego Bamboutos FC. W sezonie 2022/2023 wywalczył wicemistrzostwo Kamerunu.

## Kariera reprezentacyjna
W reprezentacji Republiki Środkowoafrykańskiej Ndokomandji zadebiutował 30 marca 2021 roku w przegranym 0:1 meczu kwalifikacji do Pucharu Narodów Afryki 2021 z Mauretanią, rozegranym w Bangi.